# ATP Challenger Medellín
Das ATP Challenger Medellín (offizieller Name: Jumbo Open Rionegro) war ein von 2006 bis 2017 sowie 2023 stattfindendes Tennisturnier in Medellín. Es war Teil der ATP Challenger Tour und wurde im Freien auf Sandplatz ausgetragen.
Es konnten Paolo Lorenzi im Einzel sowie Juan Sebastián Cabal im Doppel das Turnier mehr als einmal gewinnen. Beide siegten je zweimal.

## Liste der Sieger

### Einzel
| Jahr                         | Sieger             | Finalgegner          | Ergebnis         |
| ---------------------------- | ------------------ | -------------------- | ---------------- |
| 2023                         | Patrick Kypson     | Benjamin Lock        | 6:3, 6:3         |
| 2018–2022: nicht ausgetragen |                    |                      |                  |
| 2017                         | Nicolás Jarry      | João Souza           | 6:1, 3:6, 7:60   |
| 2016                         | Facundo Bagnis     | Caio Zampieri        | 6:73, 7:5, 6:2   |
| 2015                         | Paolo Lorenzi (2)  | Gonzalo Lama         | 7:63, 2:0 aufgg. |
| 2014                         | Austin Krajicek    | João Souza           | 7:5, 6:3         |
| 2013                         | Alejandro González | Guido Andreozzi      | 6:4, 6:4         |
| 2012                         | Paolo Lorenzi (1)  | Leonardo Mayer       | 7:65, 6:74, 6:4  |
| 2011                         | Víctor Estrella    | Alejandro Falla      | 6:72, 6:4, 6:4   |
| 2010                         | Marcos Daniel      | Juan Sebastián Cabal | 6:3, 7:5         |
| 2009                         | Juan Ignacio Chela | João Souza           | 6:4, 4:6, 6:4    |
| 2008                         | Leonardo Mayer     | Sergio Roitman       | 6:4, 7:5         |
| 2007                         | Eduardo Schwank    | Chris Guccione       | 7:5, 5:7, 7:5    |
| 2006                         | Chris Guccione     | Santiago Giraldo     | 7:64, 7:64       |

### Doppel
| Jahr                         | Sieger                                       | Finalgegner                        | Ergebnis           |
| ---------------------------- | -------------------------------------------- | ---------------------------------- | ------------------ |
| 2023                         | Juan Sebastián Gómez Andrés Urrea            | Orlando Luz Oleh Prychodko         | 6:3, 7:610         |
| 2018–2022: nicht ausgetragen |                                              |                                    |                    |
| 2017                         | Darian King Miguel Ángel Reyes Varela        | Nicolás Jarry Roberto Quiroz       | 6:4, 6:4           |
| 2016                         | Alejandro Falla (2) Eduardo Struvay (2)      | André Ghem Juan Lizariturry        | 6:3, 6:2           |
| 2015                         | Nicolás Barrientos Eduardo Struvay (1)       | Alejandro Gómez Felipe Mantilla    | 7:66, 6:74, [10:4] |
| 2014                         | Austin Krajicek César Ramírez                | Roberto Maytín Andrés Molteni      | 6:3, 7:5           |
| 2013                         | Roman Borvanov Emilio Gómez                  | Nicolás Barrientos Eduardo Struvay | 6:3, 7:64          |
| 2012                         | Nicholas Monroe Simon Stadler                | Renzo Olivo Marco Trungelliti      | 6:4, 6:4           |
| 2011                         | Paul Capdeville Nicolás Massú                | Alessio di Mauro Matteo Viola      | 6:2, 4:6, [10:8]   |
| 2010                         | Juan Sebastián Cabal (2) Robert Farah        | Franco Ferreiro André Sá           | 6:3, 7:5           |
| 2009                         | Sebastián Decoud Eduardo Schwank             | Diego Junqueira David Marrero      | 6:0, 6:2           |
| 2008                         | Juan Sebastián Cabal (1) Alejandro Falla (1) | Juan-Pablo Amado Víctor Estrella   | 3:4 aufgg.         |
| 2007                         | Pablo Cuevas Horacio Zeballos                | Santiago González Bruno Soares     | 6:4, 6:4           |
| 2006                         | André Ghem (2) Marcelo Melo                  | Pablo Cuevas Horacio Zeballos      | kampflos           |